# J. J. McAlester
James Jackson „J. J.“ McAlester (* 1. Oktober 1841 im Sebastian County, Arkansas; † 21. September 1920 in McAlester, Oklahoma) war ein US-amerikanischer Politiker. Zwischen 1911 und 1915 war er Vizegouverneur des Bundesstaates Oklahoma.

## Werdegang
J. J. McAlester wuchs in Fort Smith auf. Während des Bürgerkrieges diente er im Heer der Konföderation, in dem er bis zum Hauptmann aufstieg. Nach dem Krieg zog er in das Indianer-Territorium, das Gebiet des heutigen Staates Oklahoma. Dort handelte er mit den Indianern und begann die dortigen Kohlevorkommen zu erkunden und abzubauen. McAlester gilt als Vater der Kohleindustrie in Oklahoma. Er gründete die Firmen McAlester Coal Mining Co und J. J. McAlester Mercantile Company. Letztere versorgte die Minenarbeiter der Gegend mit den notwendigen Materialien. Nach der Erschließung der Region durch die Eisenbahn blühte McAlesters Geschäft erst recht auf. Im Lauf der Zeit wurde er auch als Rancher und Bankier tätig.  Außerdem war er der Gründer der nach ihm benannten Stadt McAlester.
Politisch schloss sich McAlester der Demokratischen Partei an. Zwischen 1893 und 1897 war er US Marshal für das Gebiet seiner Heimat. Von 1907 bis 1911 gehörte er der Oklahoma Corporation Commission an. 1910 wurde McAlester an der Seite von Lee Cruce zum Vizegouverneur von Oklahoma gewählt. Dieses Amt bekleidete er zwischen 1911 und 1915. Dabei war er Stellvertreter des Gouverneurs und Vorsitzender des Staatssenats. Er starb am 21. September 1920 in McAlester. J. J. McAlester war mit Rebecca Burney verheiratet, mit der er vier Kinder hatte.